# A Case of You
«A Case of You» (с англ. — «Ящик тебя») — песня канадской певицы Джони Митчелл с альбома Blue, изданная 22 июня 1971 года на лейбле Reprise Records. Фолк-рок баллада написана после расставания с Грэмом Нэшем и рассказывает о приближающемся разрыве возлюбленных. Считается, что на сочинение песни автора вдохновил музыкант Леонард Коэн. «A Case of You» включена в несколько концертных альбомов Джони, а в 1999 году перезаписана с оркестром для пластинки Both Sides Now (2000). Сайт исполнительницы насчитывает более 200 кавер-версий трека, включая сделанные Принсом. «A Case of You» является одной из важнейших вех творчества Митчелл и включалась в списки лучших песен нескольких изданий.

## История создания и выпуск

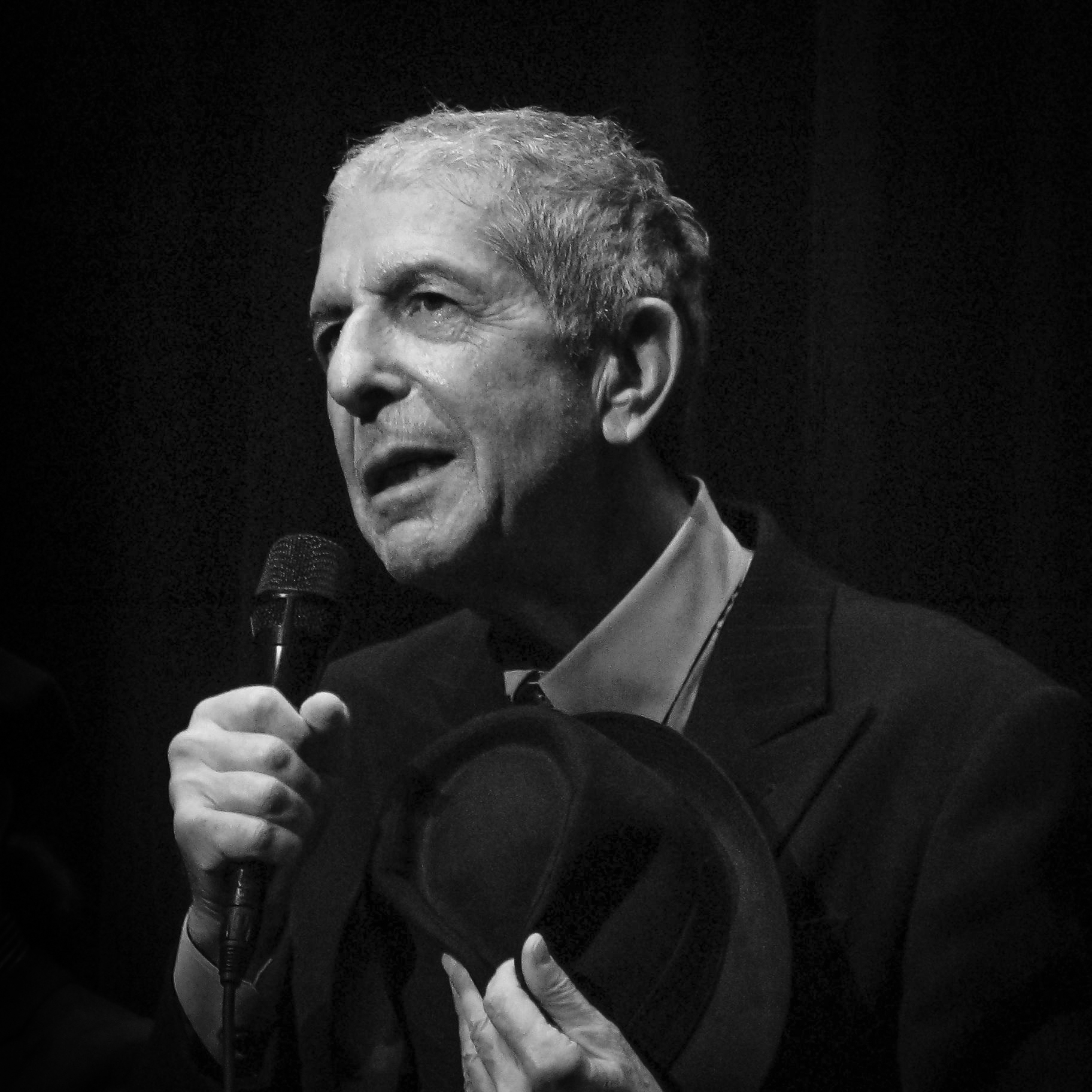
Предполагается, что песня посвящена Леонарду Коэну (на изображении) или Грэму Нэшу

Митчелл написала альбом Blue, включая «A Case of You», во время отдыха на испанском острове Форментера в 1970 году. Примерно в то же время закончились ее двухлетние отношения с Грэмом Нэшем из Crosby, Stills, Nash & Young. В интервью Rolling Stone 1979 года исполнительница рассказала, что в тот тяжёлый период жизни не чувствовала себя защищенной: «Я казалась себе целлофановой обёрткой на пачке сигарет. Я не хранила от мира секретов, но чувствовала, что не могу притворяться сильной всё время».
Хотя певица сочинила песню после расставания с Нэшем, точно неизвестно, кому именно она её посвятила. Биографы и критики выделяют три возможных адресата: Нэш, Леонард Коэн и Джеймс Тейлор. Мнения по поводу Тейлора расходятся, так как он принимал участие в записи альбома. Предполагается, что их «бурные, но не долгие» отношения начались позже, но отразились и в песнях Blue, например, в «All I Want». Автор биографии Митчелл «Беспечная дочь» Дэвид Йафф утверждал, что «A Case of You» посвящена Коэну, потому что «ни один любовник [певицы] не вдохновлял её на сочинение поэзии так, как Леонард. Даже после конца их романа она продолжала общаться с ним через песни». Как утверждала Кэтрин Монк в биографии «Джони: творческие странствия Джони Митчелл», сам Коэн был уверен, что песня о нём.
Митчелл считала, что в песнях мужчины часто врут о том, как именно женщины переживают расставания. В качестве примера она привела «Stand by Your Man», впервые исполненную Тэмми Уайнетт, но написанную мужчинами. «Все эти песни — о мужских фантазиях, а мои не о них. [В „A Case of You“] я хотела намекнуть мужчинам об этом», — вспоминала певица. Она желала искренности и была готова «отвечать за совершённые в отношениях ошибки». В записи трека на студии A&M Studios в Голливуде, Калифорния, участвовали Тейлор, игравший на акустической гитаре, Митчелл — на дульцимере, и сессионный барабанщик Расс Канкель. В 1971 году трек выпустили как би-сайд второго сингла с Blue — «California».

## Композиция и текст
Продолжительность «A Case of You» составляет 4 минуты и 20 секунд. Она написана в классической запевно-припевной форме, в тональности ре-бемоль мажор, с темпом 102 удара в минуту. Вокал Митчелл охватывает диапазон от A♭3 до E♭5; он изменяется от «мягкого шёпота до резко возрастающего фальцета» в зависимости от эмоций, которые певица хочет передать. Ей аккомпанируют акустическая гитара, ударные и дульцимер. В Rolling Stone отметили повторение гитарного риффа из «California», но мелодия более «медленная», при этом «торжественная и напоминающая гимн». Примечательно, что строчку «О, Канада» после первого куплета Митчелл пропевает на мотив национального гимна своей родины. Музыкальные критики описали песню как акустическую фолк-рок балладу.
В тексте рассказывается о кризисе отношений, разногласиях в паре и скором расставании. В первом куплете девушка признаётся, что её отношения с парнем исчерпали себя, потому что он не постоянен: «Прежде, чем наша любовь угасла, ты сказал: / „Я постоянен как северная звезда“ / А я сказала: „Где же эта звезда? Постоянно во мраке?“». Дэвид Йафф утверждал, что именно Коэн сказал Митчелл, что «он постоянен как северная звезда». Эти же слова в трагедии Уильяма Шекспира «Юлий Цезарь» главный герой говорит Бруту. «В том, как я их произносил, не было шекспировской иронии. Думаю, я был вполне серьёзен, когда говорил это Джони», — заметил Коэн. Певица вспоминала, что музыкант долго обижался на неё за использование одной из его фраз в песне. Но она не считала это плагиатом и была глубоко разочарована, узнав, что Коэн, как и Боб Дилан, брал цитаты из книг, которые рекомендовал ей: «Посторонний» Альбера Камю, «Игра в бисер» и «Сиддхартха» Германа Гессе и «Книга Перемен». Исполнительница уверяла: «Мы крадём либо у жизни, либо у книг. Жизнь — это честная игра, а книжные сюжеты — нет». В конце первого куплета девушка рисует карту Канады, «на [которой] дважды — твоё лицо», из чего следует, что она пьяна. В припеве автор вновь указывает на «опьяняющее свойство любви»: «О, ты в моей крови как священное вино / Твой вкус так горьк и сладок». Она использует религиозные образы и сравнивает возлюбленного с вином для причастия. Ей не просто не хватает его — он нужен ей целиком, чтобы «выпить как вино, наслаждаясь каждой каплей и боясь, что бутылка вот-вот кончится»: «Я бы выпила целый ящик тебя / И всё равно осталась бы на ногах». Кэтрин Монк заметила, что канадский алкоголь крепче американского, поэтому «когда канадцы едут в Штаты, они могут выпить ящик Miller и всё равно остаться на ногах».
Во втором куплете девушка осознаёт: хоть своенравный характер возлюбленного и отталкивает, её всё ещё притягивают другие черты его характера. Она вновь говорит о том, как он укоренился в её душе и стал её музой, поэтому их любовь сохранится в поэзии: «Помню, ты как-то сказал мне: / „Любовь трогает души“ / Мою ты точно тронул, / Потому что часть тебя изливается из меня / Даже в этих строчках». Фраза «Любовь трогает души» взята из поэмы «Песнь любви» (англ. Love Song) Райнера Мария Рильке. В третьем и заключительном куплете упоминается мудрая женщина, дающая совет: «Она сказала: / „Ступай к нему, будь рядом, если сможешь, / Но будь готова проливать кровь“». По словам Митчелл, речь о матери Коэна, Маше Клоницкой.

## Живое исполнение, перезапись и кавер-версии

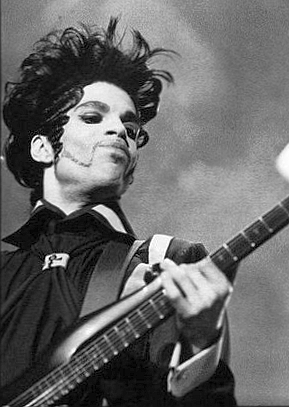
Принс был большим поклонником не только «A Case of You», но и всего творчества Митчелл

Митчелл впервые исполнила «A Case of You» до выхода Blue на концерте в Пасифик Колизиум в Ванкувере 16 октября 1970 года. Вырученные с выступления средства были направлены в «Гринпис» для поддержки протестов против испытаний ядерного оружия в Амчитке, Аляска. В ноябре 2009 года запись концерта Митчелл, наряду с выступлениями Джеймса Тейлора и Фила Оукса, издали как концертный альбом Amchitka. В декабре 1970 года певица исполнила песню на BBC Radio 1. В августе 1974 года Джони спела её в Universal Amphitheatre, Лос-Анджелес; ей акомпонировал джаз-фьюжн ансамбль L.A. Express. В ноябре того же года запись выступления издали на концертном альбоме Miles of Aisles. В 1999 году исполнительница перезаписала «A Case of You» с оркестром для концептуальной пластинки Both Sides Now (2000). После записи музыканты стоя аплодировали ей. «Половина из них плакала. Было невероятно смотреть на расчувствовавшийся британский оркестр», — вспоминал продюсер Ларри Клейн. На пятидесятую годовщину выхода Blue был издан мини-альбом Blue 50 (Demos & Outtakes), состоящий из пяти демо и неизданных треков, предназначавшихся для пластинки; среди них — демо «A Case of You» с изменённым текстом. За пару месяцев до этого певица выпустила ремастеринговую версию трека, попавшую на бокс-сет The Reprise Albums (1968–1971).
«Есть причина тому, что 90 разных людей перепели «A Case of You» — это самая лучшая песня, которую только можно услышать».
На сайте Митчелл перечислено более 200 кавер-версий «A Case of You», как концертных, так и студийных. Грэм Нэш исполнил её в Мельбурне в 1992 году. Фортепианную версию Дайаны Кролл в American Songwriter назвали «сенсацией». Британский музыкант Джеймс Блейк перепел песню дважды: в 2011 году для мини-альбома Enough Thunder и в 2020 году на «Очень позднем шоу с Джеймсом Корденом». «A Case of You» в разное время исполняли такие артисты, как Брэнди Карлайл, Кэтрин Дон Ланг, Хавьер Колон, Сара Бареллис, Крис Кристофферсон и другие. Примечательно, что Карлайл дружит с Митчелл и однажды исполнила для неё весь Blue. В апреле 2021 года она спела «A Case of You» на «Позднем шоу со Стивеном Кольбером».
Наиболее часто песню перепевал Принс. В подростковом возрасте композиция настолько тронула его, что он не только записал её кавер, изменив в названии «You» на «U», но и стал большим поклонником творчества Митчелл, вплоть до того, что «лихорадочно писал ей фанатские письма». Он впервые исполнил песню в 1983 году, а затем включил студийную версию кавера на альбом One Nite Alone… (2002). Когда Принс стал иеговистом в начале 2000-х, он изменил строчку «Я боюсь дьявола» на «Раньше я боялся дьявола» (англ. I used to be frightened by the devil). Кроме того, он пел песню со второго куплета, а не с первого. Принс в последний раз исполнил вживую «A Case of You» на двух концертах в Атланте в апреле 2016 года за неделю до своей смерти; после исполнения он вышел за кулисы, а вернувшись обратился к зрителям: «Иногда я забываю, как эта песня может трогать». В 2018 году был издан посмертный сборник архивных материалов Piano and a Microphone 1983, содержащий кавер Принса.

## Признание и использование в медиа
Критики признали «A Case of You» одной из лучших песен о любви своего времени. Она занимает важное место в творчестве Митчелл. В издании BBC её назвали третьей лучшей работой певицы из-за «пронзительной и сильной лирики и голоса, полного искренности»; первые два места достались «River» и «Woodstock». В августе 2000 года журнал Mojo поместил трек на 52 место в рейтинге «100 величайших песен всех времён». Time включил композицию в аналогичный список в 2011 году. Спустя четыре года «A Case of You» попала в переиздание книги «1001 песня, которую нужно услышать прежде, чем умереть». Годом позднее издание Pitchfork опубликовало рейтинг «200 лучших песен 70-х», в котором трек занял 12-ю позицию. Редакторы сайта окрестили его «визитной карточкой певицы. <…> [Минимализм] звучания — это та привилегия, которую Митчелл получает живостью своего слога. Существует бесчисленное множество гимнов, воспевающих любовь прекрасной или скучной, но песен, отражающих оба ощущения одновременно и обладающих эмоциональной глубиной „A Case of You“, совсем мало». В 2011 году слушателям радиопередачи BBC Radio 4 Desert Island Discs предложили выбрать музыкантов и песни для прослушивания на вымышленном необитаемом острове; Митчелл заняла первое место среди исполнительниц, «A Case of You» — среди песен, написанных женщинами. В июне 2021 года, в честь пятидесятой годовщины выхода Blue, The Guardian и The New York Times опросили музыкантов об их фаворитах с альбома. Одной из любимых «A Case of You» указали Дэвид Кросби, Джимми Уэбб, Ким Уайлд, Джуди Коллинз, Корин Бэйли Рэй, Perfume Genius, Джастин Вивиан Бонд, Джеймс Бэй и Алана Хайм из Haim. Британская художница Шанталь Джофф поделилась, что слушает «A Case of You» и пару других песен с Blue во время работы в студии.
«A Case of You» прозвучала в нескольких кинофильмах, включая «Искренне, безумно, сильно» (1991), «Практическая магия» (1998) и «Пробуждая мертвецов» (2000). Музыканту Perfume Genius песня полюбилась именно после просмотра «Практической магии». Продюсеры романтической комедии «Дело в тебе» (англ. A Case of You; 2013) обращались к исполнительнице за разрешением включить песню в фильм, но она отказала им. Энди Вебстер из The New York Times в негативной рецензии на картину иронизировал: «К её чести, Митчелл не отдала им песню скорее всего потому, что та пропитана глубокими и искренними чувствами». В эпизоде «Из Африки» третьего сезона медицинской драмы «Надежда Чикаго», показанного 16 сентября 1996 года, доктор Дайан Град (Джейн Брук) упомянула «A Case of You» как любимую песню с Blue; в заключительных титрах трек прозвучал в исполнении Джони. Кроме того, песню упомянули в эпизоде «Во снах начинается ответственность» (2013) сериала NBC «Родители». В 2011 году Джеймс Блейк использовал семпл «A Case of You» в треке «You Know Your Youth» с делюкс-издания его дебютного альбома James Blake.

## Список композиций
| №  | Название     | Автор(ы)      | Продюсер | Длительность |
| -- | ------------ | ------------- | -------- | ------------ |
| 1. | «California» | Джони Митчелл | Митчелл  | 3:48         |

| №  | Название        | Автор(ы)      | Продюсер | Длительность |
| -- | --------------- | ------------- | -------- | ------------ |
| 1. | «A Case of You» | Джони Митчелл | Митчелл  | 4:20         |

## Участники записи
Данные адаптированы с Discogs.
- Джони Митчелл — автор песни, продюсер, дульцимер
- Джеймс Тейлор — акустическая гитара
- Расс Канкель[англ.] — ударные